# قصة الإسكندر السريانية
قصة الإسكندر السريانية أو قصة الإسكندر الآشورية هي نص مسيحي مجهول في تقليد القصة اليونانية للإسكندر التي كتبها كالثيونيس المنحول، والتي ربما تُرجمت إلى السريانية في أواخر القرن السادس أو أوائل القرن السابع. تمامًا مثل أعمال الإسكندر المقدوني (Res gestae Alexandri Macedonis) لـ يوليوس فاليريوس ألكسندر بوليميوس، وقصة الإسكندر الأرمنية (Armenian Alexander Romance)، وتاريخ المعارك (Historia de preliis) لـ ليو رئيس الكهنة، تنتمي القصة السريانية إلى النسخة المنقحة α من القصة اليونانية، كما هو موضح في المخطوطة اليونانية A ( باريس 1711). يظهر نص آخر، وهو أسطورة الإسكندر السريانية، كملحق في مخطوطات قصة الإسكندر السريانية، ولكن إدراج الأسطورة في مخطوطات القصة هو عمل محررين لاحقين ولا يعكس علاقة أصلية بين الاثنين.
كان للقصة السريانية تأثير هائل، حيث تم إنتاج إصدارات منها في أواخر العصور القديمة، والعصور الوسطى، والفترة الحديثة المبكرة في أوروبا وآسيا وأفريقيا. في إحدى الدراسات التي أجراها فريدريش فيستر، تم تسجيل أكثر من مائتي اشتقاق وترجمة وإصدار منه.
ترجم واليس بودج النص لأول مرة النص إلى اللغة الإنجليزية في عام 1889.

## المنشأ والتاريخ
استنادًا إلى المخطوطات الباقية، يقترح البعض أن أصولها تعود إلى بلاد ما بين النهرين العليا على يد شخصية دينية نسطورية (مثل كاهن أو راهب). ومع ذلك، فإن هذه المخطوطات متأخرة إلى حد ما وقد لا تقدم الكثير من الدعم لهذه النظرية، وكان العديد من المجتمعات المسيحية الناطقة باللغة السريانية غير النساطرة متاحين كمرشحين لإنشاء النص. وفي الوقت نفسه، كان جميع المؤلفين السريانيين الذين يمكن التعرف عليهم تقريبًا من رجال الدين، وبالتالي فإن الرأي القائل بأن مؤلف القصة كان أيضًا رجل دين يظل مبررًا. ويظل العلماء يعتقدون أيضًا أن النص قد تم إنتاجه في وقت ما بين أواخر القرن السادس والنصف الأول من القرن السابع، وربما في أعقاب الحرب البيزنطية الساسانية في الفترة من 602 إلى 628، والتي يعتقد البعض أنها سياق سياسي معقول لنشأة النص. لا يوجد سوى القليل من الأدلة الداخلية التي تثبت تأريخ النص، على الرغم من استخدام اسم خسرو بدلًا من زركسيس، والذي يشير على الأرجح إما إلى خسرو الأول (حكم من 531 إلى 579) أو خسرو الثاني (حكم من 590 إلى 628).
وقد زعم ثيودور نولدكه بشكل مؤثر أن النص قد تُرجم من نسخة فارسية متوسطة (بهلوية) مفقودة من قصة الإسكندر، على الرغم من أن هذه النظرية كانت موضع نزاع في العقود الأخيرة لصالح الفرضية البديلة التي تقول إنه يمثل ترجمة مباشرة من اليونانية، والتي تمثل الآن الإجماع.
إن تاريخ النص النهائي هو القرن الثامن، حيث تمت الترجمات الأولى لرواية الإسكندر السريانية إلى العربية في القرنين الثامن والتاسع، فظهرت بالعربية مثل قصة الإسكندر. من خلال ربط أسلوب الترجمة بمراحل الترجمة من اليونانية إلى السريانية التي حددها سيباستيان بروك، ومن خلال تحديد الشخصيات التاريخية المحددة المذكورة في النص، يمكن اقتراح تاريخ تأليف النص في وقت مبكر جدًا من القرن السابع.

## البناء
كما هو الحال مع القصة اليونانية، يتم تقسيم النسخة السريانية إلى ثلاثة أقسام رئيسة (أو كتب). في السريانية يحتوي الكتاب الأول على 47 إصحاحًا، والثاني 14 إصحاحًا، والثالث 24 إصحاحًا (بمجموع 85 إصحاحًا). يفتقر النص السرياني إلى مقدمة، لكنه يحتوي على خاتمة تظهر في الفصل الثاني والعشرين من الكتاب الثالث في طبعة بودج. تم تنظيم المحتوى إلى مواضيع مختلفة، مثل المعارك، والمعلومات الجيولوجية الأنثروبولوجية، والعناصر والسيرة الذاتية وما إلى ذلك.

## الحبكة
بشكل عام، تتبع القصة السريانية القصة اليونانية عن كثب من حيث الحبكة الشاملة. وهو نص متعدد المواضيع ويمكن تقسيمه إلى ثلاث روايات رئيسة:
- شباب الإسكندر وتعليمه
- أعماله العسكرية ضد اليونانيين والمقدونيين والفرس والهنود
- وصية الإسكندر ووفاته

تبدأ القصة بوصف كيف تمكن الفرعون المصري نختنبو الثاني، بعد أن علم بخيانة الآلهة ضده، من الهروب من مصر إلى مقدونيا. ويتواصل مع الملك فيليب الثاني وزوجته أوليمبياس. يتظاهر بأنه الإله أمون، ويحمل أوليمبياس، ولا يشك فيليب في أن الطفل ليس ابنه. وبمجرد ولادة الطفل، أطلق عليه فيليب اسم ألكسندر. يبدأ الإسكندر في تلقي تعليمه على يد أحكم الرجال المتاحين في البلاط، وفي سن مبكرة يظهر براعته العسكرية، كما هو الحال في مسابقات سباق الخيل. ولم يمضِ وقت طويل قبل أن يبدأ الإسكندر في الرغبة في إنشاء إمبراطورية عالمية. ويستمر في غزو المدن اليونانية والمقدونية والإمبراطورية الأخمينية (الفارسية). خلال "خطاب الوداع"، تكشف نبوءة التنبؤ من الحدث [الإنجليزية] عن مؤامرة لقتل الإسكندر. تتكون دورة السرد لوفاة الإسكندر من وصيته الأخيرة ووفاته. دُفن في الإسكندرية بمصر، أعظم مدينة أسسها أثناء رحلاته وفتوحاته.
إن القصة كما تم ذكرها أعلاه تتبع قصة الإسكندر اليونانية. ومع ذلك، تحتوي القصة السريانية أيضًا على العديد من حلقاتها الخاصة التي لم توجد في الأصل، مثل رحلة الإسكندر إلى الصين، وقتل تنين بإطعامه ثيرانًا مليئة بالجبس والزفت والكبريت، ورحلة الإسكندر في الصحراء لمحاربة البدو، وتأسيس مدينتي سمرقند ومرو، وبناء معبد ريا/ناني. وتشمل التغييرات الأخرى فقدان العديد من محتويات النص اليوناني، وتحولًا كبيرًا وتوسعًا في رسالة الإسكندر إلى أرسطو (رسالة المعجزة)، ومغامرات فريدة مسجلة بعد حلقة "ليلة الرعب". أما القصة التي كان من المقرر أن تحظى بأكبر صدى في الأدب اللاحق فهي زيارة الإسكندر للصين؛ ورغم أنها خيالية تمامًا، فقد ظهرت كمنتج لبعض التبادلات الثقافية (المحدودة) مع المنطقة في فترات بعد حياة الإسكندر. لا توجد أي معرفة جوهرية عن الصين في النص، على الرغم من إدراكه أن أحد الصادرات المهمة من المنطقة كان الحرير.

## المخطوطات
هناك خمس مخطوطات معروفة من القصة السريانية، والتي تم تسميتها من A إلى E. التعليقات والوصف التالي للمخطوطات مقتبسة من منفوريلا سالا 2011.
- أ = BL. يضيف. 25875. ورق. 36 سؤال. 362 ورقة مقسمة إلى عمودين من 28 سطرًا، حوالي 8 7/8 بوصة. بـ 6 1/8 بوصة كتابة غريبة جيدة مع العديد من نقاط الحروف المتحركة. مؤرخة في 1708-1709 م (= AG 2020-21).
- ب = الجمعية الشرقية الأمريكية. ورق. 18 استفسار. 185 ورقة تحتوي كل صفحة على 20 سطرًا، أي ما يعادل 8 3/8 بوصة تقريبًا. بـ 6 5/8 بوصة كتابة غريبة جيدة مع العديد من نقاط الحروف المتحركة. مؤرخة في عام 1844 م (= AG 2155). وهي نسخة صنعها القس ج. بيركنز في أورميا من مخطوطة أقدم غير معروفة.27 المخطوطة ب تحتوي المخطوطة ب على العديد من الحواشي باللغة الفليحية، وهي اللهجة الآرامية الحديثة في أورميا.
- D = مملوكة لشركة EA Wallis Budge. ورق. 12 استفسار. 123 ورقة مقسمة إلى حروف سريانية (ʾ-rkg) بواقع 22 سطرًا في كل صفحة، أي حوالي 14 بوصة. بـ 8 ونصف. كتابة غريبة دقيقة وجريئة مع العديد من نقاط الحروف المتحركة. النص هو النسخة التي طلبها بودج في عام 1886 إلى ناسخ يدعى أوشانا من مخطوطة مؤرخة في عام 1848 م (= AG 2159)، والتي قام الناسخ بتصحيح أخطائها في عدة أماكن.
- E = مملوكة لـ EA Wallis Budge. ورق. 15 استفسار. 160 ورقة تحتوي كل صفحة على 20 سطرًا، أي ما يعادل 9 ¼ بوصة تقريبًا. بـ 6 ¾. وهي نسخة أخرى من نص طلبه بودج، أيضًا من عام 1886، من مخطوطة نسطورية قديمة، محفوظة في مكتبة ألقوش. النسخة التي صنعها "كاتب من الدرجة الأولى" تمت مقارنتها بالأصل وتصحيحها من قبل البطريرك الكلداني.30 وهو نص آخر تم تكليف بودج بنسخه أيضًا في عام 1886، بدءًا من مخطوطة نسطورية قديمة لا تزال موجودة في مكتبة ألقوش. وقد تمت مقارنة النسخة التي صنعها "كاتب من الدرجة الأولى" بالأصل وتصحيحها من قبل البطريرك الكلداني.

## طالع أيضًا
- قصة الاسكندر

### الاستشهادات
1. ↑  Ciancaglini، Claudia (2001). "Syriac Version of the Alexander Romance". Le Muséon: 121–140. مؤرشف من الأصل في 2025-01-22.
2. ↑  Tesei 2023، صفحة 10.
3. 1 2  Nawotka, Krzysztof (26 Apr 2018), "Syriac and Persian Versions of the Alexander Romance", Brill's Companion to the Reception of Alexander the Great (بالإنجليزية), Brill, pp. 525–542, DOI:10.1163/9789004359932_022, ISBN:978-90-04-35993-2, Archived from the original on 2024-09-07, Retrieved 2024-03-25
4. ↑  E. A. Wallis Budge. The History of Alexander the Great, being the Syriac version of the Pseudo-Callisthenes (بالإنجليزية). pp. 1–143.
5. ↑  Monferrer-Sala 2011، صفحة 41–72.
6. 1 2 3  Nawotka, Krzysztof (26 Apr 2018), "Syriac and Persian Versions of the Alexander Romance", Brill's Companion to the Reception of Alexander the Great (بالإنجليزية), Brill, pp. 525–542, DOI:10.1163/9789004359932_022, ISBN:978-90-04-35993-2, Archived from the original on 2024-09-07, Retrieved 2024-03-25Nawotka, Krzysztof (2018-04-26), "Syriac and Persian Versions of the Alexander Romance", Brill's Companion to the Reception of Alexander the Great, Brill, pp. 525–542, doi:10.1163/9789004359932_022، ISBN 978-90-04-35993-2, retrieved 2024-03-25
7. ↑  Nöldeke، Theodor (1890). Beiträge zur geschichte des Alexanderromans. University of Michigan. Wien, F. Tempsky.
8. ↑  Gero، Stephen (1993). "The legend of Alexander the Great in the Christian Orient" (PDF). Bulletin of the John Rylands Library. ج. 75 ع. 1: 3–9. مؤرشف من الأصل (PDF) في 2024-03-22.
9. 1 2  Ciancaglini، Claudia (2001). "Syriac Version of the Alexander Romance". Le Muséon: 121–140. مؤرشف من الأصل في 2025-01-22.Ciancaglini, Claudia (2001). "Syriac Version of the Alexander Romance". Le Muséon: 121–140.
10. ↑  Debié 2022، صفحة 263n5.
11. ↑  Debié 2024، Chapter 2 § La langue d'origine de la version syriaque.
12. ↑  Debié 2024، Chapter 2 § La date de la traduction.
13. ↑  Monferrer-Sala 2011، صفحة 57–58.
14. 1 2  Monferrer-Sala 2011، صفحة 63–66.
15. ↑  Monferrer-Sala 2011، صفحة 45–48.